# 港千尋
港 千尋（みなと ちひろ、1960年9月25日 - ）は日本の写真家・写真評論家（著述家）。多摩美術大学美術学部情報デザイン学科教授。弟の港大尋はミュージシャン。
神奈川県藤沢市出身。「群衆」「移動」などをテーマに写真を撮りながら、多彩な評論を行う。2007年6〜11月、イタリアで行われたヴェネツィア・ビエンナーレでは、日本館コミッショナーを務めた。2014年8月1日には、あいちトリエンナーレ2016の芸術監督に就任した。
タスマニアの美術館、Museum of Old and New Art監修。

## 経歴
- 1960年 神奈川県生まれ。
- 1984年 早稲田大学政治経済学部政治学科卒業[1]。1982年、大学在学中にガセイ南米研修基金を受け、南米各国に滞在[2]。
- 1985年 パリを拠点に写真家、写真評論家として活動。このころ、管啓次郎、旦敬介、赤間啓之などとともに同人誌「MÉLI-MÉLO」（発行：オフィス・エキノクシアル、発売：七月堂）に参加。
- 1995年 多摩美術大学共通教育学科講師に就任[1]。
- 1996年 多摩美術大学共通教育学科助教授に就任[1]。
- 1999年 多摩美術大学デザイン学科助教授に就任[1]。
- 2002年 オックスフォード大学ウォルフソンカレッジ客員研究員に就任[1]。
- 2003年 多摩美術大学情報デザイン学科教授に就任[1]。
- 2010年 多摩美術大学情報デザイン学科学科長に就任[1]。
- 2013年 国際交流基金国際展事業委員に就任[1]。
- 2014年 あいちトリエンナーレ2016の芸術監督に就任。
- 2020年 寄稿文「スピーシーズのアトリエ」において、翻訳論文の盗用を指摘された[3]。

## ダナ・ハラウェイ翻訳文盗用問題
現代美術家のAKI INOMATA（多摩美術大学非常勤講師）の作品集『AKI INOMATA: Significant Otherness　生きものと私が出会うとき』に収録された寄稿文「スピーシーズのアトリエ」において、港はフェミニスト科学哲学者ダナ・ハラウェイの文章を引いているが、その日本語訳について高橋さきのによる既存の翻訳を使用しているにも関わらず元の翻訳者や書誌情報を明記しておらず、結果として翻訳者の著作権を侵害する盗用を行ったと報道された。当該の作品集の版元である美術出版社はこれを認め、謝罪文をウェブサイトにて公開した。

## 受賞歴
- 1997年 『記憶 - 「創造」と「想起」の力』でサントリー学芸賞受賞（社会・風俗部門）[1]。
- 2006年 写真展「市民の色 chromatic citizen」で第31回 伊奈信男賞受賞（ニコンサロン）[1]。

## 著作

### 写真集
- 波と耳飾り 新潮社 1994
- 明日、広場で ヨーロッパ1989〜1994 新潮社 1995
- 瞬間の山 形態創出と聖性 インスクリプト 2001
- In between No.2 France Greece EU・ジャパンフェスト日本委員会 2005
- 文字の母たち インスクリプト 2007
  - のち翻訳、文字的眾母親 活版印刷之旅 台灣商務印書館 2009 （中国語）

### 評論その他

#### 単著
- 『ブラジル宣言』弘文堂 1988
- 『太平洋の迷宮 キャプテン・クックの冒険』リブロポート 1988
- 『群衆論 20世紀ピクチャー・セオリー』リブロポート 1991／新編 ちくま学芸文庫 2002
- 『考える皮膚 触覚文化論』青土社 1993
- 『注視者の日記』みすず書房 1995
- 『記憶 「創造」と「想起」の力』講談社選書メチエ 1996
- 『写真という出来事 クロニクル1988-1994』フォトプラネット 1998
- 『映像論 <光の世紀>から<記憶の世紀>へ』NHKブックス 1998
- 『自然まだ見ぬ記憶へ』NTT出版 2000
- 『遠心力 冒険者たちのコスモロジー』白水社 2000
- 『予兆としての写真 映像原論』岩波書店 2000
- 『第三の眼 デジタル時代の想像力』廣済堂出版 2001／新編、せりか書房 2009
- 『洞窟へ 心とイメージのアルケオロジー』せりか書房 2001
- 『影絵の戦い 9・11以降のイメージ空間』岩波書店 2005
- 『レヴィ=ストロースの庭』NTT出版 2008
- 『愛の小さな歴史』インスクリプト 2009
- 『書物の変—グーグルベルグの時代』せりか書房 2010
- 『芸術回帰論』平凡社新書、2012
- 『ヴォイドへの旅　空虚の力の想像力について』青土社、2012
- 『ヒョウタン美術館』牛若丸、2014
- 『風景論　変貌する地球と日本の記憶』中央公論新社、2018
- 『インフラグラム　映像文明の新世紀』講談社選書メチエ、2019
- 『現代色彩論講義　本当の色を求めて』MEI、2021
- 『写真論――距離・他者・歴史』中公選書、2022

#### 共著・共編
- （伊藤俊治）熱帯美術館 リブロポート 1989
- （岡部あおみ）バスチーユ・ロマネスク 学芸出版社 1990
- （伊藤俊治）映像人類学の冒険 せりか書房 1997
- （伊藤俊治）移動する聖地 テレプレゼンス・ワールド NTT出版 1999
- （石田英敬、中山智香子、西谷修）アルジャジーラとメディアの壁 岩波書店 2006
- （松田行正）アンフラマンス/梱包されたデュシャン 牛若丸 2006
- （鈴木明、多摩美術大学図書館プロジェクト）つくる図書館をつくる 伊東豊雄と多摩美術大学の実験 鹿島出版会 2007
- （岡部昌生フロッタージュ）岡部昌生わたしたちの過去に、未来はあるのか The Dark Face of the Light 東京大学出版会 2007
- （永原康史）創造性の宇宙 創世記から情報空間へ 工作舎 2008
- （マリー=クリスティーヌ・ドゥ・ナヴァセル、エマニュエル・リヴァ、関口涼子）Hiroshima 1958 インスクリプト 2008
- （茂木健一郎、池上高志、郡司ペギオ‐幸夫）脳の饗宴 青土社 2009

### 翻訳
- 闇への憬れ もうひとつの「アフリカの日々」 カマンテ・ガトゥラ著 ピーター・ビアード編 リブロポート 1993